# إسكسي
إسكسي هي قرية مغربية شمال المملكة. تنتمي إسكسي لإقليم أزيلال الساحلي. تضم هذه القرية 2.000 نسمة (إحصاء 2004).